# Diocesi di Banmaw
La diocesi di Banmaw (in latino Dioecesis Banmavensis) è una sede della Chiesa cattolica in Birmania suffraganea dell'arcidiocesi di Mandalay. Nel 2022 contava 35.556 battezzati su 376.127 abitanti. È retta dal vescovo Raymond Sumlut Gam.

## Territorio
Il territorio comprende l'intero distretto di Bhamo nello Stato Kachin nel nord della Birmania. Confina ad est e nord-ovest con la diocesi di Myitkyina, a sud con l'arcidiocesi di Mandalay e la diocesi di Loikaw.
Sede vescovile è la città di Banmaw, nota anche come Bhamo, dove si trova la cattedrale di San Patrizio.
Il territorio è suddiviso in 13 parrocchie.

## Storia
La diocesi è stata eretta il 28 agosto 2006 con la bolla Venerabiles Fratres di papa Benedetto XVI, ricavandone il territorio dalla diocesi di Myitkyina.

## Cronotassi dei vescovi
Si omettono i periodi di sede vacante non superiori ai 2 anni o non storicamente accertati.
- Raymond Sumlut Gam, dal 28 agosto 2006

## Statistiche
La diocesi nel 2022 su una popolazione di 376.127 persone contava 35.556 battezzati, corrispondenti al 9,5% del totale.
| anno | popolazione | popolazione | popolazione | presbiteri | presbiteri | presbiteri | presbiteri                | diaconi | religiosi | religiosi | parrocchie |
| anno | battezzati  | totale      | %           | numero     | secolari   | regolari   | battezzati per presbitero | diaconi | uomini    | donne     | parrocchie |
| ---- | ----------- | ----------- | ----------- | ---------- | ---------- | ---------- | ------------------------- | ------- | --------- | --------- | ---------- |
| 2006 | 26.070      | 453.546     | 5,7         | 13         | 13         |            | 2.005                     |         | 6         | 40        | 10         |
| 2012 | 30.829      | 341.693     | 9,0         | 21         | 21         |            | 1.468                     |         | 6         | 35        | 13         |
| 2015 | 30.010      | 342.293     | 8,8         | 19         | 18         | 1          | 1.579                     |         | 8         | 57        | 13         |
| 2018 | 32.140      | 380.755     | 8,4         | 25         | 23         | 2          | 1.285                     |         | 9         | 61        | 13         |
| 2020 | 34.078      | 396.600     | 8,6         | 27         | 25         | 2          | 1.262                     |         | 9         | 64        | 13         |
| 2022 | 35.556      | 376.127     | 9,5         | 30         | 28         | 2          | 1.185                     |         | 8         | 64        | 13         |